# خليل معتوق
خليل معتوق هو محامي سوري وأحد المدافعين عن حقوق الإنسان. اعتُقل خليل في تشرين الأول/أكتوبر 2012 ولم يظهر منذ ذلك الحين.

## السيرة الذاتيّة
برزَ خليل معتوق كمحامي لكنّه اشتهرَ في الداخل السوري بفضلِ نشاطه الكبير في مجال الدّفاع عن حقوق الإنسان حيثُ دافعَ عن العديدِ من الفئات كما دافعَ عن العديد من السجناء السياسيين السوريين بمن فيهم الناشط الحقوقي الآخر مازن درويش، والناشط الشيوعي مازن عدي ورئيس الرابطة السورية لحقوق الإنسان عبد الكريم ريحاوي. بحلولِ عام 2004 عملَ خليل معتوق كمراقبٍ في منظمة العفو الدولية في إيران.
كان معتوق رئيسًا للمركز السوريّ للدفاعِ عن سجناء الرأي، كما عمل مديرًا للمركزِ السوري للدراسات والبحوث القانونية ما تسبّب له في عدّة مشاكل مع النظام السوري الذي فرضَ عليه حظر سفرٍ من عام 2005 حتى عام 2011 حينما انطلقت الثورة الشعبيّة ضده. تسبّب نشاطه الحقوقيّ كذلك في اعتقالِ ابنته – حيثُ كانت طالبة جامعيّة – واحتُجزت لمدة شهرين في عام 2014 وذلك من قِبل الأمن العسكري.

## الاختفاء القسري
اعتُقل خليل معتوق مع صديقه في الثاني من تشرين الأول/أكتوبر 2012 حيثُ كان الثنائي في طريقهم للعملِ في العاصمة دمشق قبل أن يتمّ توقيفهم واعتقالهم عندَ نقطة تفتيشٍ تتبعُ النظام السوري. استمرّ اعتقال الاثنانِ لفترةٍ طويلةٍ ولم يُعرف عنهما شيءٌ منذ الاحتجاز.

## السجن
نفت السلطات السورية اعتقال خليل معتوق – مثلما فعلت مع غالبيّة المعتقلين السياسيين وسجناء الرأي وغيرهم الكثير – ومع ذلك فقد قالَ معتقلون سابقون أنهم رأوهُ في سجونٍ مختلفةٍ. أفادت مصادر غير رسمية أن معتوق مسجونٌ في الفرع 285 الذي يتبعُ أمن الدولة بالقربِ من دمشق بينما كانت حالتهُ الصحيّة تسوء أكثر فأكثر. شُوهد لآخر مرةٍ في أيلول/سبتمبر 2013 وذلك في الفرع 235 – المعروفِ باسم فرع فلسطين – في العاصمة دمشق.
أثناء اعتقالهِ دعت العديد من المنظمات غير الحكومية والدبلوماسيين إلى إطلاقِ سراحه مذكّرين بشار الأسد بمخاوفهم وقلقهم على صحّته.